# Silluvia elongata
Silluvia elongata är en skalbaggsart som beskrevs av Bengt-Olof Landin 1949. Silluvia elongata ingår i släktet Silluvia och familjen Aegialiidae. Inga underarter finns listade i Catalogue of Life.